# Signalmodulering
Signalmodulering sker när en transistor styrs av en varierande spänning (MOS) eller ström (bipolär transistor). Exempel på tillämpningar är frekvens-, fas-, eller amplitudmodulering för sändarapplikationer. Transistorn kan också switchas av och på som i fallet switchteknik.